# ジェリアン・ジェンソン

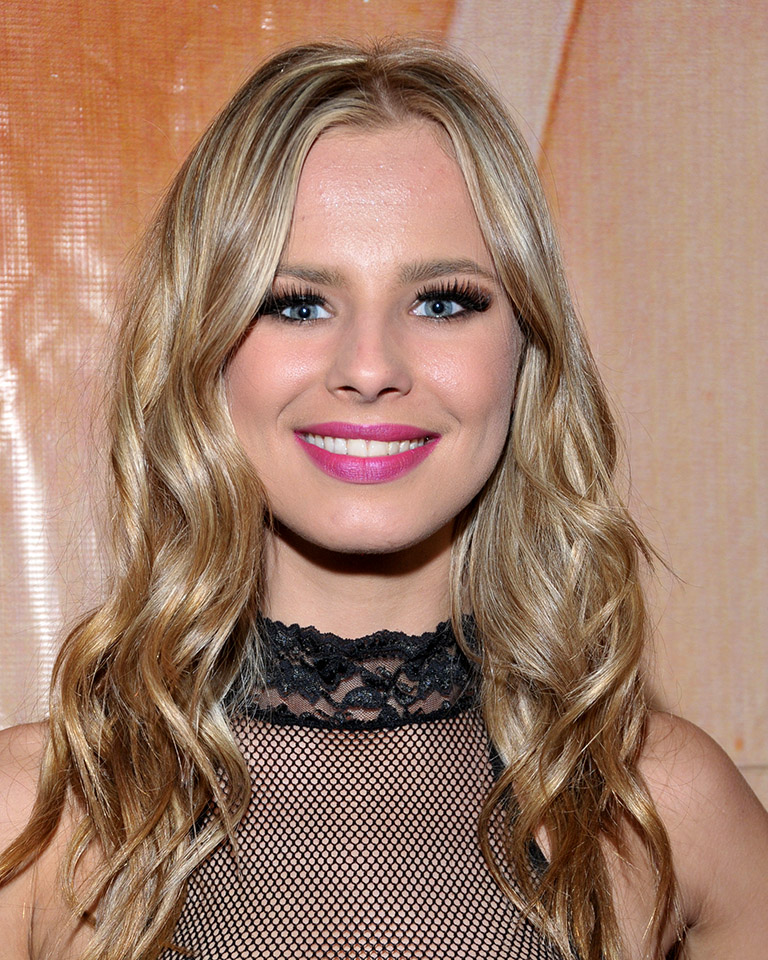
ジェリアン・ジェンソン

ジェリアン・ジェンソン（Jillian Janson, 1995年5月23日 - ）は、アメリカ合衆国のポルノ女優である。白人。出身地はミネソタ州ミネアポリス。

## 略歴
- 13歳で初体験。
- 18歳、高等学校在籍中にハードコアポルノ(Barely Legal)へ出演。その結果、退学となる。

## 受賞歴
- 2014年 - ナイトムーヴス賞 best new starlet ノミネート
- 2015年
  - - AVN best group sex scene ノミネート、best new starlet ノミネート、Trophy Girls for the 2015 AVN Awards Showに選出
  - - ナイトムーヴス賞  best female performer 優勝
  - - XBIZ賞 best new starlet ノミネート
  - - XRCO賞 new starlet ノミネート